# Hannah Davis
Hannah Davis (n. 11 august 1985, Adelaide, Australia de Sud, Australia) este o canoistă ce a reprezentat Australia, medaliată olimpică. A participat la 2 ediții ale Jocurilor Olimpice (2008, 2012) în care a câștigat o medalie de bronz.